# Ochrosia brownii
Ochrosia brownii är en oleanderväxtart som först beskrevs av Francis Raymond Fosberg och Sachet, och fick sitt nu gällande namn av David H. Lorence och Butaud. Ochrosia brownii ingår i släktet Ochrosia och familjen oleanderväxter. Inga underarter finns listade i Catalogue of Life.